# Phylloscopus neglectus
El mosquitero sencillo (Phylloscopus neglectus) es una especie de ave en la familia Phylloscopidae, propio de Asia.

## Distribución y hábitat
Se lo encuentra en Afganistán, Bahrain, India, Irán, Omán, Pakistán, Rusia, Tayikistán, Turkmenistán, Emiratos Árabes Unidos, y Uzbekistán. Su hábitat natural son los bosques templados.